# Jubrique
Jubrique – gmina w Hiszpanii, w prowincji Malaga, w Andaluzji, o powierzchni 39,32 km². W 2011 roku gmina liczyła 739 mieszkańców.